# Purlewaugh Road
Purlewaugh Road (MR129) är en cirka 86 kilometer lång väg i New South Wales i Australien. Vägen börjar i Colly Blue och löper västerut mot Coonabarabran där den fortsätter som gatan Edward Street. Den utgör en del av vägförbindelsen mellan Baradine och Quirindi. Vägen är tillåten att trafikeras av vägtåg i konfigurationen B-double, som mest 26 meter långa. I närheten av Coonabarabran trafikerades vägen år 2019 av i genomsnitt 455 fordon dagligen. Purlewaugh Road korsar vattendraget Billy Kings Creek två gånger. Den första korsningen utgörs av en bro på 12 meter och den andra av en bro på 24 meter. För broarnas anläggning anslog delstaten 1,65 miljoner australiska dollar 2019. Purlewaugh Road har tidigare utgjort en del av huvudvägen mellan Coonabarabran och Coolah. Orten Premer är belägen utmed vägen. I Australiens federala budget 2021 anslogs 2,4 miljoner dollar för en uppgradering av vägen.